# Taiyou Sentai Sun Vulcan
Taiyou Sentai Sun Vulcan (太陽戦隊サンバルカン, Taiyō Sentai San Barukan, vertaalt als Solar Squadron Sun Vulcan) is de vijfde Sentai serie. De serie werd uitgezonden van 1981 tot 1982 en bestaat uit 50 afleveringen. Het was de vierde en laatste Toei serie met een Marvel copyright, maar net als bij Denjiman was Marvel niet betrokken bij de productie.
Sun Vulcan was in meerdere opzichten uniek van de andere Sentai series. Zo was dit de eerste en enige Sentai serie die een direct vervolg was op de vorige serie  Denjiman. Het Sun Vulcan team bestond maar uit drie leden (en was daarmee het kleinste Sentai team ooit) en er kwam geen vrouwelijk teamlid in voor. Als laatste was Sun Vulcan het enige Sentai team (tot nu toe) waarin de teamleider halverwege werd vervangen door een ander.

## Inhoud
Commandant Arashiyama van de EPDS-organisatie rekruteert drie leden van de EPDS-luchtmacht, landmacht en marine om training te ondergaan tot Sun Vulcan. Dit om het machinekeizerrijk Black Magma, een organisatie van machinemensen, tegen te houden. Wanneer Black Magma hierachter komt, lanceren ze een aanval op het EPDS-hoofdkwartier maar de Sun Vulcan weten de aanval af te slaan.
De leider van Black Magma, Hellsaturn, roept de hulp in van koningin Hedrian (dezelfde als in Denjiman). Zij laat een van haar Vader Clan-officieren de oude basis Sun Vulcan verwoesten, maar de EPDS bouwt al snel een nieuwe.
Wanneer commandant Arashiyama’s dochter Miki wordt ontvoerd door Black Magma reizen de drie Sun Vulcan af naar de noordpool om haar te redden. Hier ontdekken ze in het hoofdkwartier van Black Magma dat niet Hellsaturn, maar een machine genaamd de omnipotent god de ware leider is van Black Magma. De Sun Vulcan slagen erin om de Omnipotent te verslaan.

## Personages

### Sun Vulcan
- Ryuusuke Oowashi (大鷲龍介, Ōwashi Ryūsuke) / VulEagle I (初代バルイーグル, Shodai Baru Īguru) (afleveringen 1 – 23): een EPDS-luchtmachtofficier. Hij verlaat het team uiteindelijk om een carrière als spaceshuttleonderzoeker bij de NASA te beginnen.
- Takayuki Hiba (飛羽高之, Hiba Takayuki) / VulEagle II (2代目バルイーグル, Nibanme Baru Īguru) (afleveringen 23-50): collega-luchtmachtofficier van Oowashi en een meester in kendo.
- Asao Hyou (豹朝夫, Hyō Asao) / VulPanther (バルパンサー, Baru Pansā): een EPDS-landmachtofficier.
- Kin'ya Samejima (鮫島欣也, Samejima Kin'ya) / VulShark (バルシャーク, Baru Shāku): EPDS-marineofficier.

### Hulp
- Daizaburou Arashiyama (嵐山大三郎, Arashiyama Daizaburō): commandant van de EPDS. Een expert op het gebied van robots. Hij is de ontwerper van de mecha van het Sun Vulcanteam.
- Misa Arashiyama (嵐山美佐, Arashiyama Misa) / Belle Swordswoman White Rose Mask (美剣士白バラ仮面, Bikenshi Shiro Bara Kamen): de dochter van Commandant Arashiyama. Ze is zijn secretaresse en zorgt voor de pratende hond Shee Shee. In aflevering 29 veranderde ze tijdelijk in de superheldin White Rose Mask om de Sun Vulcan te helpen.

### Machine Empire Black Magma
Machine Empire Black Magma (機械帝国ブラックマグマ, Kikai Teikoku Burakku Maguma) is een organisatie van machinemensen die de Zwarte Zonnegod aanbid vanuit hun Iron Claw kasteel op de noordpool. Hun doel is de Aarde over te nemen door hun robotmensen.
- Führer Hellsaturn (ヘルサターン総統, Herusatān Sōtō): de leider van Black Magma. Later blijkt hij slechts een onderofficier te zijn van de Omnipotent God.
- Zero Girls (ゼロガールズ, Zero Gāruzu) (01 tot 04): vrouwelijke spionnen.
- The Omnipotent God (全能の神, Zennō no Kami): de ware leider van Black Magma.
- Koningin Hedrian (ヘドリアン女王, Hedorian Joō) (5 – 50): de hoofdvijand uit de vorige Sentai serie, weer tot leven gebracht als cyborg door de Omnipotent God.
- Amazon Killer (アマゾンキラー, Amazon Kirā) (23 – 50): een Vader Clan veldofficier die door Koningin Hedrian wordt gestuurd om de Sun Vulcan basis te verwoesten.
- Lightning Gingher (イナズマギンガー, Inazuma Gingā) (45 – 49): een ruimtepiraat bekend als “de onoverwinnelijke Electric Man van de Melkweg”. Hij verandert uiteindelijk in het bliksem monster.
- Dark Q (ダークQ, Dāku Kyū): een spionrobot die zijn uiterlijk kan veranderen.
- Machinemen (マシンマン, Mashinman): de soldaten van Black Magma.

## Mecha
- Jaguar Vulcan (ジャガーバルカン, Jagā Barukan): vliegend fort dat als opslagplaats dient voor de onderdelen van de Sunvulcanrobo.
- Sun Vulcan Robo (サンバルカンロボ, San Barukan Robo): de eerste combinerende robot in een Sentai serie. De robot is gewapend met een zwaard.
  - Cosmo Vulcan (コスモバルカン, Kosumo Barukan): bestuurd door VulEagle. Vormt Vulcan Robo’s hoofd, armen en torso.
  - Bull Vulcan (ブルバルカン, Buru Barukan): bestuurd door Vulshark en Vulpanther. Vormt de benen van Vulcan Robo

## Trivia
- Sun Vulcan was de eerste Sentai serie met als thema land, water en lucht.
- "San", de Japanse uitspraak voor "sun" (zon), is ook het Japanse woord voor "drie".
- Koningin Hedrian is het enige personage dat in meerdere Sentai Series heeft meegespeeld. Andere personages kwamen naast hun eigen serie alleen nog voor in films en specials.

## Afleveringen
1. The Machine Empire of the North Pole (北極の機械帝国 Hokkyoku no Kikai Teikoko)
2. The Day Mankind Lapses (人類が消滅する日 Jinrui ga Shōmetsu Suru Hi)
3. Challenging Japan, Iron Claw (日本に挑む鉄の爪 Nihon ni Idomu Tetsu no Tsume)
4. Boy, Detective Work and Spy (少年探偵とスパイ Shōnen Tantei to Supai)
5. The Wicked Sun God (邪悪な太陽神 Jaaku na Taiyōshin)
6. The House Dominated by Machines (機械の支配する家 Kikai no Shihai Suru Uchi)
7. Beast Batter Tears (野獣バッターと涙 Yajū Battā Namida)
8. The Song of Dilligence Sung by Father (父が歌う手まり唄 Chichi ga Utau Temameri Uta)
9. Papa Became a Monster (怪物になったパパ Kaibutsu ni Natta Papa)
10. The Ambushing Poison Spider Mansion (待ちぶせ毒ぐも館 Machibuse Doku Kumo Kan)
11. The Mecha Girl of Sadness (哀しみのメカ少女 Kanashimi no Meka Shōjo)
12. The Queen Who Eats Diamonds (ダイヤを食う女王 Daiya o Kū Joō)
13. The Living Black Ball (生命を持つ黒い玉 Seimei o Motsu Kuroi Tama)
14. The Day the Earth Surrenders (地球が降伏する日 Chikyū ga Kōbuku Suru Hi)
15. The Queen's Greed Dance (女王の欲ばり踊り Joō no Yokubari Odori)
16. A Demon Runs the Schoolyard (悪魔が校庭を走る Akuma ga Kōtei o Hashiru)
17. Ghost Story! The Valley of Goblins (怪談! お化けの谷 Kaidan! Obake no Tani)
18. The Surprising Big Star (びっくり大スター Bikkuri Dai Sutā)
19. The Dangerous 100-Point Boys (危険な100点少年 Kiken na Hyakuten Shōnen)
20. The Machine Wrestler's Trap (機械レスラーの罠 Kikai Resurā no Wana)
21. Love Brought by the Sea Breeze (潮風がはこぶ愛 Shiokaze ga Hakobu Ai)
22. Tokyo Big Panic! (東京大パニック! Tōkyō Dai Panikku)
23. The Female Commander of Galaxy Haunts (銀河魔境の女隊長 Ginga Makkyū no Onna Taichō)
24. Hamanako's Nessie (浜名湖のネッシー Hamanako no Nesshī)
25. The Hole of the Shocking Sea Serpent (ドッキリ海蛇の穴 Dokkiri Umihebi no Ana)
26. Starving Filling Cooking (ハラペコ満腹料理 Harapeko Manpuku Ryōri)
27. A Midsummer Night's Great Fear (真夏の夜の大恐怖 Manatsu no Yoru no Dai Kyōfu)
28. Are the Help Eight Enemies or Allies? (助八は敵か味方か Suke Hachi wa Teki ka Mikata ka)
29. Pretty Swordsman, White Rose Mask (美剣士白バラ仮面 Bikenshi Shiro Bara Kamen)
30. The Giant Monster of the Big Riot Dream (大暴れ夢の大怪獣 Dai Abare Yume no Daikaijū)
31. Big Tokyo Numbing Ondo (大東京シビレ音頭 Dai Tōkyō Shibire Ondo)
32. Arrest the Face-Thief (顔泥棒を逮捕せよ Kao Dorobō o Taima Seyo)
33. The Hateful, Stylish Thief (憎いおしゃれ泥棒 Nikui Oshare Dorobō)
34. The Cursed Dead (呪われた亡霊た Norowareta Hōreitachi)
35. Friends!? La Cucaracha (友達!? クカラッチャ Tomodachi!? Kukaratcha)
36. The ESPer (エスパー Esupā)
37. Himiko! (日見子よ Himiko yo)
38. Asao Hyou's Dad-Lord (豹朝夫のおやじ殿 Hyō Asao no Oyaji Dono)
39. Falling on Her Rear, Tomboy Daughter (尻もちおてんば娘 Shirimochi Otenba Musume)
40. The Best Friend Assassination Angel (なかよし暗殺天使 Nakayoshi Ansatsu Tenshi)
41. Seven Changing Doronpa Raccoon-Dogs (七化けドロンパ狸 Shichi Bakeru Doronpa Tanuki)
42. Daydreams of Boys Who Sleep In (寝坊少年の白昼夢 Nebō Shōnen no Hakuchūmu)
43. You too Can Become a Genius (君も天才になれる Kimi mo Tensai ni Nareru)
44. The Great Escape - Heli Explosion (大脱走・ヘリ爆破 Dai Dassō - Heri Bakuha)
45. The Galaxy's Invincible Electric Man (銀河無敵の電気男 Ginga Muteki no Denki Otoko)
46. The Female Commander's (Secret) Plan (女隊長の（秘）作戦 Onna Taichō no (Hi) Sakusen)
47. The Machine Empire's Rebellion (機械帝国の反乱 Kikai Teikoku no Hanran)
48. The Giant Aircraft Carrier has been Stolen (奪われた巨大空母 Ubawareta Kyodai Kūbo)
49. The Queen's Last Appirition Art (女王最期の妖魔術 Joō Saigo no Yōma Jutsu)
50. Shine, North Pole Aurora (輝け北極オーロラ Kagayake Hokkyoku Ōrora)